# Rodney Tudor-Cole
Rodney Tudor-Cole (ur. 21 marca 1947) – zimbabwejski strzelec, olimpijczyk. 
Reprezentował Zimbabwe na igrzyskach olimpijskich w 1988 roku (Seul). Startował w trapie, w którym zajął ostatnią, 49. pozycję.
W 1991 roku, zajął szóste miejsce w trapie na igrzyskach afrykańskich rozgrywanych w Kairze (170 punktów w eliminacjach; 22 punkty w finale; łącznie: 192 punkty).

## Wyniki olimpijskie
| Igrzyska | Konkurencja | Wynik       | Miejsce | Źródło |
| -------- | ----------- | ----------- | ------- | ------ |
| IO 1988  | Trap        | 125 punktów | 49      | [ 2 ]  |